# Nonviolent Communication
Nonviolent Communication (NVC), även kallat Giraffspråket, är en kommunikationsprocess som utvecklats av den amerikanske psykologen Marshall Rosenberg.
Han utvecklade sin modell utifrån sitt arbete med grupper inom näringslivet, offentliga organisationer och etniska minoriteter i USA. Rosenberg såg det som att människor han mötte ofta inte var tillräckligt medvetna om sina känslor, önskningar eller behov. Snarare att de hade lärt sig att klassificera sig själva och andra utifrån de normer som dominerar i den kultur de lever i. Han fick sina influenser bland annat från buddismen, icke-våldsläran ahimsa, Carl Rogers humanistiska psykologi, O J Harveys socialt kognitiva teorier samt Martin Bubers existentialistiska relationsfilosofi.
Rosenberg menar att det inte finns något egentligt nytt i hans modell. Han har bara har samlat ihop kunskap som varit känd i århundraden och vill genom sin modell påminna om vad människor redan vet, och hjälpa dem att leva i harmoni med varandra.
Flera av svenska översättningar av Rosenbergs böcker har kommit ut på förlaget Friare Liv, och originalböckerna på engelska ges ut av PuddleDancer Press . Bland annat boken Nonviolent Communication, ett språk för livet, som handlar om konflikthantering, medling och pedagogik. En annan författare som skrivit om Giraffspråket är den danska pedagogen och forskaren Bodil Weirsøe som skriver om sin tolkning av giraffspråket i boken Empatisk kommunikation - Giraffspråket i pedagogiken. I boken Skapa kontakt och möten med medling - att agera tredje part med Nonviolent Communication av Liv Larsson, beskrivs hur modellen används vid bland annat medling.
Det finns ett stort antal videos av Marshall Rosenberg där han undervisar NVC. En workshop inspelad i San Francisco är tillgänglig i följande referens .
Föreningen NVC i Sverige är en plattform för att sprida kunskap kring Nonviolent Communication och förmedla kontakt mellan medlemmar. Föreningen startades i juni 2020 och håller kurser, events samt föreläsningar.

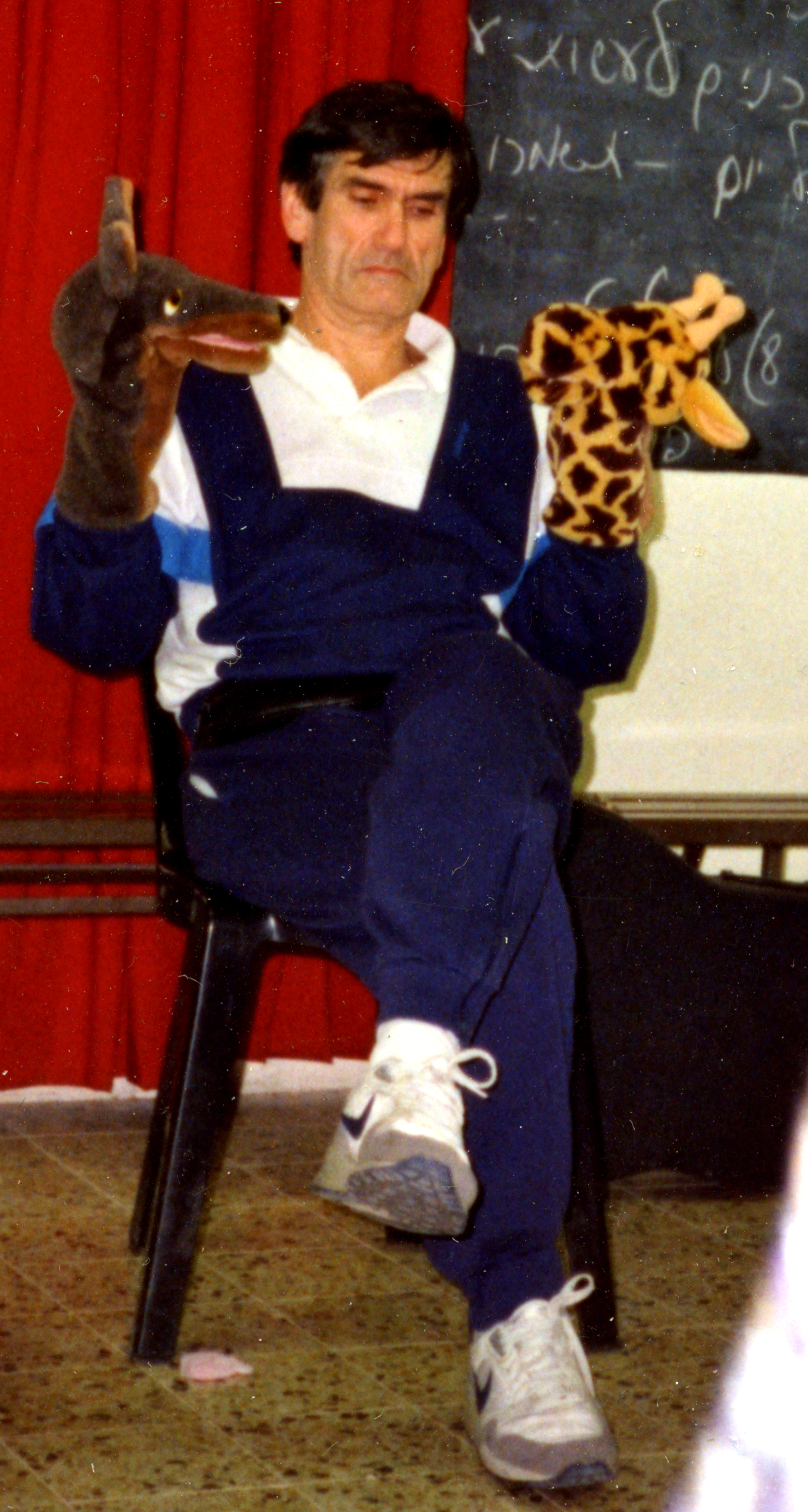
Marshall Rosenberg under en föreläsning i Nonviolent Communication workshop, Neve Shalom ~ Wahat al-Salam, Israel (1990)

## Symbolerna Varg och Giraff
Rosenberg har skapat Giraffen som en symbol för ett förhållningssätt . Anledningen till det är att det är ett djur med ett stort hjärta. Giraffen, menar han, stannar upp och reflekterar, ser långt, sticker ut halsen och gör sig sårbar. Symbolen ska förtydliga vår förmåga att kunna lyssna till vilka känslor och behov som finns bakom bland annat aggressiva beteenden. Vargen är symbol för invanda, oreflekterade och ofta omedvetna tankemönster. Vargen visar tänderna och angriper och använder ett språk som sårar, motverkar kontakt och ökar risken för destruktiva konflikter.
Vargantagande är 
- att anta att min sanning är hela sanningen
- att andra måste vara överens med mig
- att andra ser saker som jag gör
- att andra människors erfarenheter är ogiltiga för att de inte stämmer med mina erfarenheter
- att lägga skulden på andra för hur jag själv mår
- att det är andras fel att det blivit som det blivit

Vargen står för den dömande, straffande och tvingande kommunikationen. Språkbruket har sina rötter i hierarkiska, politiska och sociala strukturer. Vargen har också en annan sida, den underkastar sig, förebrår sig själv och missuppfattar, gör sig till offer för omständigheterna.
Några grundantaganden i Nonviolent Communication
- Ärlighet och mod  att visa sig precis sådana vi är, är grunden för all genuin kommunikation.
- Det är en del av den mänskliga naturen, att vi har lust till att ge och ta emot. Vi har det bäst när vi ger och tar emot av fri vilja.
- I en konflikt tenderar vi att blanda ihop känslor, tankar och värderingar. Det minskar förståelsen för andra människors synsätt och känslor. Giraffspråket hjälper oss att sortera vad som är vad.
- Bakom varje aggressivitet, kritik, och avvisande beteende finns det en människa med obemötta känslor och behov. Jag kan välja var jag lägger fokus; på aggressionen, kritiken och avvisandet eller på känslor och behov som ligger bakom.
- Det går inte att göra någon annan ledsen, glad, arg eller att få någon att känna någonting. Som människor väljer vi hur vi förhåller oss baserad på våra tankar, känslor, förväntningar, tidigare erfarenheter, behov och värderingar.
- Sann kommunikation förutsätter att vi i varje ögonblick är beredda att ändra vår egen ståndpunkt. Använder vi modellen för att "få någon dit vi vill" är det manipulation, det vill säga att vi bryter mot modellens tanke om fri vilja.
- En förutsättning för att finna lösningar är att vi fått empati för våra känslor och obesvarade behov. Det går inte att lösa andras problem, däremot kan vi bidra till att den andre hittar sin egen styrka, genom att lyssna och möta den personens känslor.

## Fyra (eller sju) komponenter av Nonviolent Communication
I den engelskspråkiga originalboken utgiven av Puddledancer Press beskriver Marshall Rosenberg fyra komponenter av NVC: observationer, känslor, behov och önskemål. Marshall tar också upp att det finns två delar av dessa komponenter, där den första delen är att uttrycka sig själv ärligt och den andra delen är att empatiskt höra andra. Det finns sedan tidigare ett svenskspråkigt försök att omformulera dessa 4 komponenter och 2 delar till 7 komponenter, se nedan. 
1. Vad jag observerar
2. Hur jag känner
3. Vad jag behöver
4. Mina önskemål

Genom att använda dessa komponenter underlättas kontakten. De behöver inte användas i någon särskild ordning, men alla fyra har en viktig funktion för att säkerställa ärlig och rak kommunikation.
5. Gissa känslor och behov
6. Reflektera tillbaka din uppfattning av vad du hört den andra säga
7. Sitt tyst och ge den andra din närvaro.
Komponent 5-7 handlar om lyssnandet, och även lyssnandet till sig själv. Detta kallas "att ge empati" och "själv-empati".
Här avråds att blockera empatin genom tex råd, analyser, bedömningar, prata om sig själv, ge sympati. Kärnan i att ge empati handlar om att släppa sig själv, sina egna bedömningar och se verkligheten från den andres ögon, för att säkerställa empatin.
Inom Nonviolent Communication är det en viktig del att också sträva mot den här kontakten med sig själv, så kallad själv-empati.

## Ytterligare material
Här finns ytterligare material som är relevant även om det saknar en referens-siffra i artikeln. 

### Webbkällor
- The Center for Nonviolent Communication https://www.cnvc.org/. Läst 27 december 2021.
- Föreningen NVC i Sverige , Läst 27 december 2021.
- Inspelade föreläsningar av Marshall Rosenberg på engelska är tillgängliga här: ”San Francisco Workshop,”. https://youtube.com/playlist?list=PL5uROBIvcELV7ecGfoLdnDtR5zskQik15. Läst 27 december 2021. Kortare sammanfattade versioner är tillgängliga här: ”San Fransisco Workshop summarized versions,”. https://youtube.com/playlist?list=PL5uROBIvcELXpyvls79DH_g-bIWcMmJCC. Läst 27 december 2021..
- ”The Center for Collaborative Communication”. http://www.collaborative-communication.org/. Läst 11 november 2011.

## Referenslista
1. ↑  Fogelqvist, Andreas. ”Hem - Friareliv”. www.friareliv.se. http://www.friareliv.se. Läst 16 oktober 2016.
2. ↑  Rosenberg, Marshall. Nonviolent Communication - ett språk för livet
3. ↑  Rosenberg, Marshall (2003). Nonviolent Communication: A Language of Life. ISBN 1-892005-03-4
4. ↑  ”Online Videos of San Francisco Workshop by Marshall Rosenberg”. https://youtube.com/playlist?list=PL5uROBIvcELV7ecGfoLdnDtR5zskQik15. Läst 27 december 2021.
5. ↑  ”Giraffe Language and Jackal Language | Nonviolent Communication explained by Marshall Rosenberg”. https://youtube.com/watch/Xov5z_GJ9Zs. Läst 1 november 2020.